# 法律政策專員
在普通法適用地區，（直译：總事務律師，依照其在不同司法管轄區的不同職責又譯作法務部長、訟務次長、律政廳副廳長等）通常為律政專員（law officer）的一種，作為司法管轄區政府在法庭訴訟中的首席代表。在擁有的系統中，法律政策專員通常是該司法管轄區的副手及排名第二的律政專員。法律政策專員可能會在法庭上向政府提供法律建議或代表政府參與訴訟（因司法管轄區而異，有時亦因同一司法管轄區的不同擔任者而異）。

## 各地法律政策專員列表
被稱作“Solicitor General”（翻译为「法律政策專員」、「法務部長」等）的包括以下官員：

### 澳洲
- 在澳洲：
  - 澳洲法律政策專員（Solicitor-General of Australia），其為澳洲律政部內繼澳大利亚律政部長（Attorney-General for Australia）之後的律政專員
    - 新南威爾士州法律政策專員（Solicitor General for New South Wales），其為新南威爾士州司法廳（英语：New South Wales Department of Justice）內繼新南威尔士州律政司（Attorney-General of New South Wales）之後的律政專員
    - 维多利亚州律政司（Solicitor-General of Victoria），其為維多利亞州司法及社會安全廳（英语：Department of Justice and Community Safety）內繼維多利亞州律政司（Attorney-General of Victoria）之後的律政專員

### 加拿大
- 在加拿大：
  - 原加拿大法務部長（Solicitor General of Canada），現為公眾安全部長
    - 亞伯達省司法及法務廳長（Minister of Justice and Solicitor General of Alberta），為亞伯達省的律政司（Attorney General）與法務司（Solicitor General）職位的組合
    - 卑詩省公共安全及法務廳長（Minister of Public Safety and Solicitor General of British Columbia），負責監管卑詩省警政和懲教服務，以及保障消費者權益
    - 原紐賓士域省法務廳長（Solicitor General of New Brunswick），現為司法及公眾安全廳長，仍保留「紐賓士域省法務司」（Solicitor General）職銜
    - 安大略省法務廳長（Solicitor General of Ontario），負責安大略省的警察部門及其他執法機構
    - 原魁北克省法務廳長（solliciteur général du Québec），現為魁北克省公眾安全廳長，仍保留「魁北克省法務司」（solliciteur général）職銜

### 英國
- 在英國：
  - 英格蘭及威爾斯法律政策專員（Solicitor General for England and Wales)，英格蘭及威爾斯檢察總長（Attorney General for England and Wales）的副手
  - 蘇格蘭法律政策專員（Solicitor General for Scotland），蘇格蘭檢察總長（Lord Advocate of Scotland）的副手
  - 康和公國法律政策專員（Solicitor General to the Duchy of Cornwall），康和公國為英格蘭的兩個皇家公國之一，另一個為蘭加斯特公國

### 美國
- 在美國：
  - 美國訟務次長（Solicitor General of the United States）為美國聯邦政府在美國最高法院的主要訟辯人，在美國司法部中排名第四，前三位分別為司法部長（Attorney General）、副部長（Deputy Attorney General）及助理部長（Associate Attorney General）
    - 密芝根州律政廳副廳長（Solicitor General of Michigan），密芝根州政府的上訴訟辯人，直屬於密芝根州律政廳長

### 香港
- 在英屬香港：
  - 1979年前，香港律政專員（法律政策）（Solicitor General of Hong Kong）為香港律政司（Attorney General of Hong Kong）的副手；1981年起，律政專員（法律政策）成為香港律政署（Attorney General's Chambers）法律政策科（Legal Policy Division）的負責人
- 在香港特別行政區：
  - 1997年政權移交後，原来的律政署改為香港特別行政區政府下屬的律政司（Department of Justice）；1999年，《法律適應化修改條例》（Adaption of Laws Ordinance）具追溯力（至1997年7月1日）的適應化修訂將「律政專員（法律政策）」更名為「法律政策專員」，英文名稱不變[1]

### 其他
- 岡比亞法律政策專員（Solicitor General of the Gambia）
- 印度法律政策專員（Solicitor General of India）